# Drum național 1B
Der Drum național 1B (rumänisch für „Nationalstraße 1B“, kurz DN1B) ist eine Hauptstraße in Rumänien. Der Verlauf stimmt auf der gesamten Länge der Straße zwischen Ploiești und Buzău mit dem der Europastraße 577 überein und ist bei dieser näher beschrieben. Die Länge der Straße beträgt rund 67 km.